# Luciano Franco

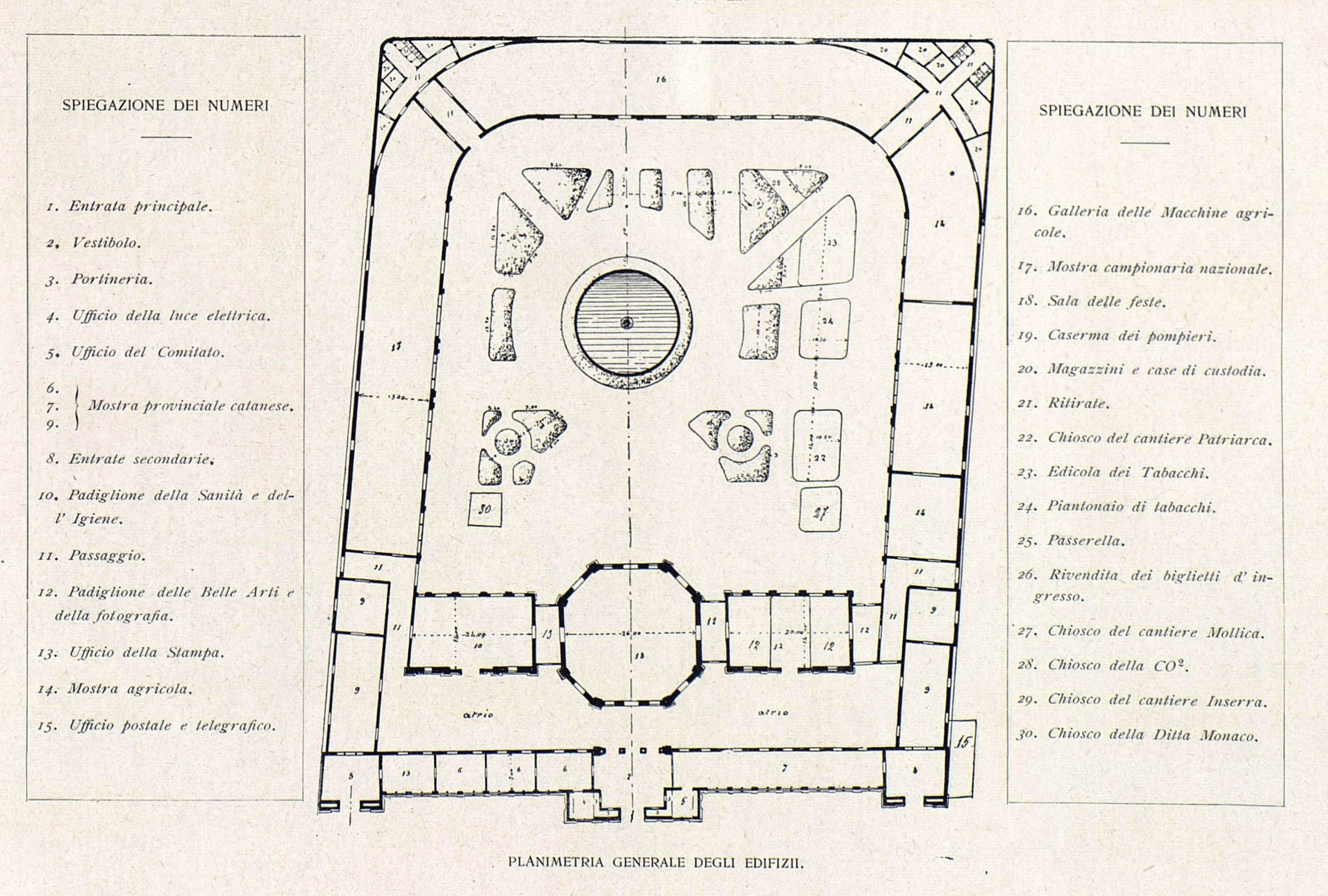
Esposizione Agricola Siciliana, planimetria generale degli edifici pubblicata in Esposizione di Catania, 1907... p. 37

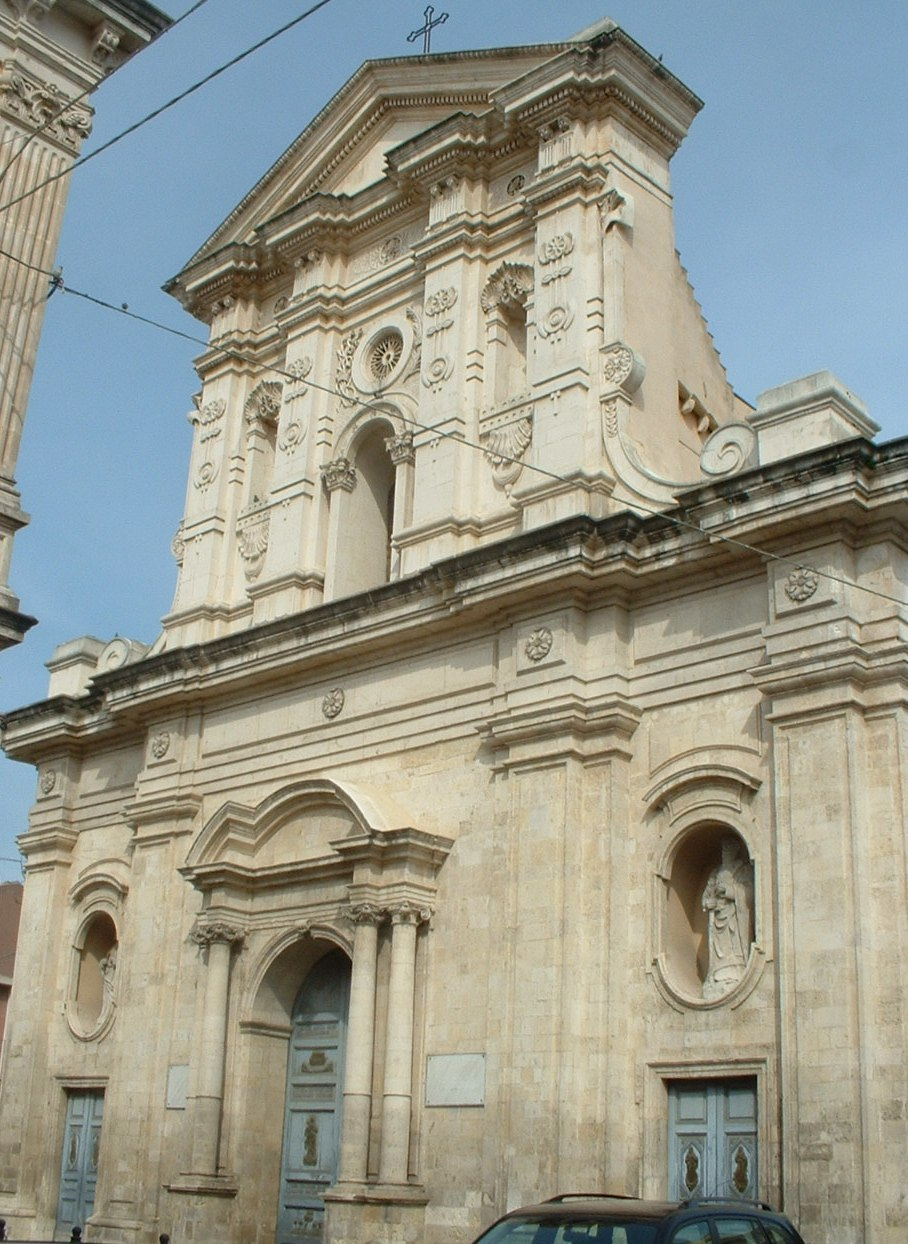
Chiesa madre di Carlentini SR, 1913 completamento della facciata di Luciano Franco

Luciano Franco (Carlentini, 25 settembre 1868 – Catania, 7 febbraio 1943) è stato un ingegnere e architetto italiano.

## Biografia
Di origini umili, studia a Catania ove si diploma in Scienze matematiche e fisiche. Iscritto alla Scuola d’applicazione per gli ingegneri di Napoli si diploma il 23 dicembre del 1892.
Svolge la sua attività professionale prevalentemente a Catania. Autore del Palazzo dell’Esposizione e del grande Ottagono, spesso erroneamente attribuiti a Tommaso Malerba (1866-1962).
A riprova della corretta attribuzione dei progetti al Franco si ha la testimonianza scritta di Federico De Roberto che nel suo albo illustrato dell'evento lo indica espressamente come autore dei progetti degli edifici dell'esposizione e ne descrive le scelte architettoniche, in particolare l'uso della curva araba per i tre archi del prospetto frontale. Infatti, nello stesso albo, il De Roberto scrive: "Del resto il Franco volle introdurre nello suo disegno architettonico uno degli elementi locali, e forse il più caratteristico, il saraceno, dando la curva araba al grande arco dell'ingresso principale ed a quelli dei due laterali."
Anche un settimanale dell'epoca, La Tribuna Illustrata, scrive: "Autore degli indovinati e lodati progetti è l'ingegnere Luciano Franco, che ne dirige l'esecuzione" specificando anche che l'ingegnere è il direttore dei lavori.
Inoltre il Corriere della Sera dedica all'evento la prima pagina e riporta "I vasti edifici dell'Esposizione sorgono sulla bella e spaziosa piazza d'Armi. Autore del progetto, riuscito opera artistica e bellissima è il giovane e valente ingegnere Luciano Franco."
L'idea di rivolgersi all'Art Nouveau gli fu ispirata dalle opere di Raimondo D'Aronco esposte all'esposizione di Torino del 1902 e all'esposizione di Milano del 1906. L'opera del Franco fu a sua volta all'origine di una convinta adesione degli architetti etnei agli stilemi del Liberty.
Originale interprete di un eclettismo composito si conosce poco della sua prima attività professionale, che sembra promettere bene poiché meglio esprime l'architettura del nuovo secolo. 
La sua appartenenza all'area socialista espressa dal De Felice non gli consentirà negli anni Venti e Trenta una intensa attività professionale. Autore documentato di interventi minori di completamento sino al 1939.
Dopo la sua morte, nel 1943, venne tumulato nel cimitero di Carlentini. Nel 1980 la bara fu esumata e trasferita nella tomba delle famiglie Franco e Motta.
Pubblicazioni:
- Stabilità del suolo all'Osservatorio Etneo / A. Ricco e L. Franco. Catania, Galatola, 1900.
- La Pasqua dei Socialisti / Luciano Franco, Catania : Tip. Barbagallo e Scuderi, 1903.
- I bisogni di Catania in Rapporto ai problemi portuale e ferroviario e ad altri Servizi pubblici, Relazione e proposte della 3 Commissione nominata dalla camera di commercio ed arti della provincia di Catania, Catania, Tip. Barbagallo e Scuderi, 1910.
- Le convenzioni marittime col nuovo disegno di Legge in Rapporto agli interessi di Catania, Relazione della Commissione nominata dalla camera di commercio e Industria della provincia di Catania, Catania, Tip. S. Barbagallo, 1911.

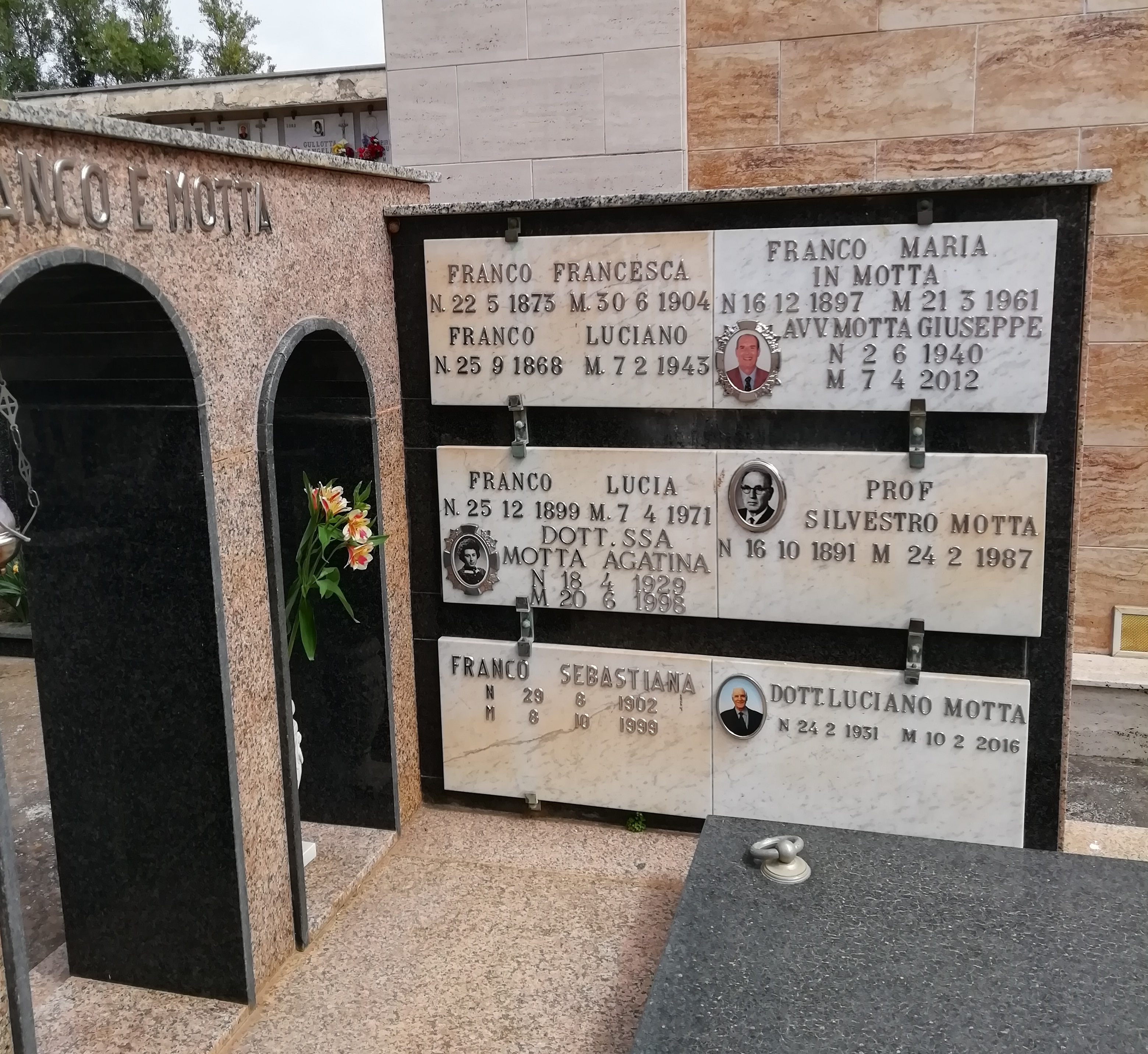
Tomba di Luciano Franco nel cimitero di Carlentini